# Ісла-дель-Фріо
Ісла-дель-Фріо — невеликий незаселений острів біля південного узбережжя Пуерто-Рико. Разом з островами Каха-де-Муертос, Гатас, Морріліто, Ратонес, Ісла-Кардона та Ісла-де-Жуєс є одним із семи островів, що належать до муніципалітету Понсе. Як й Ісла-де-Жуєс, острів вважається частиною барріо (району) Ваяс.

## Географічне місце
Острів, який іноді помилково називають Ісла-дель-Еріо, розташований приблизно на 300 м на південь від материкового пуерто-риканського берега у гирлі Ріо-Інабон. Найближчим населеним пунктом на материку є Асьєнда Вілла Есперанза, розташована в барріо Ваяс; однак найближчою географічною точкою на материку є барріо Капітанехо в Понсе. Острів має площу 2,89 куерди (одна куерда дорівнює 0,97 акра). Він розташований на широті 17,96444° і довготі -66,55639°.

## Географія і клімат
Острів є невеликим 6-футовим з плоскою вершиною і складається здебільшого з чагарників. Клімат сухий, ростуть сухі ліси.

## Природний заповідник
Хоча острів офіційно не є природним заповідником, ним керує Департамент природних і екологічних ресурсів Пуерто-Рико.